# Dan Gauthier
Dan Gauthier, właściwie Daniel Lester Gauthier (ur. 2 grudnia 1963 roku w Prineville, w stanie Oregon) – amerykański aktor telewizyjny.
Po ukończeniu Uniwersytetu Stanowego San Diego w San Diego w stanie Kalifornia, rozpoczął pracę jako model. Następnie trafił na mały ekran w sitcomie Świat według Bundych (Married with Children, 1987) jako przyjaciel Kelly Bundy (Christina Applegate) i wystąpił potem gościnnie w serialach: Star Trek: Następne pokolenie (1994), Beverly Hills, 90210 (1996–97), Przyjaciele (Friends, 1997), Melrose Place (1998), Nash Bridges (2000) Para nie do pary (Will & Grace, 2001), Czarodziejki (Charmed, 2002) oraz operze mydlanej ABC Wszystkie moje dzieci (All My Children, 2004–2005). Za rolę Kevina Buchanana w operze mydlanej ABC Tylko jedno życie (One Life to Live, 2003–2007) zdobył nominację do nagrody Emmy.
W 1990 roku poślubił Lisę Fuller. Mają syna.